# هورتون إتش هوبز جونيور
هورتون إتش هوبز جونيور (بالإنجليزية: Horton H. Hobbs, Jr.)‏ هو عالم حيوانات أمريكي، ولد في 29 مارس 1914 في مقاطعة ألاتشوا في الولايات المتحدة، وتوفي في 22 مارس 1994.